# Christ pantocrator (Sinaï)
Le Christ pantocrator au Sinaï est une des plus anciennes icônes qui nous soient parvenues. Datée du VIe siècle, elle est la plus ancienne connue représentant le Christ Pantocrator.
Originaire de Constantinople, cette icône a vraisemblablement été offerte au monastère Sainte-Catherine du Sinaï lors de sa fondation par l'empereur Justinien. Le Christ est représenté de face, en majesté, bénissant. La dissymétrie de son visage semble vouloir affirmer les deux natures du Christ, divine et humaine.

## Historique
Cette icône a été restaurée en 1962. Elle est alors apparue nettement plus ancienne qu'on le pensait. Elle est désormais datée du règne de l'empereur byzantin Justinien, de la première moitié du VIe siècle.
Elle semble provenir de Constantinople, et a vraisemblablement été offerte par l'empereur au monastère Sainte-Catherine du Sinaï lorsqu'il l'a créé.
Le modèle iconographique du Christ pantocrator, de face et bénissant, était probablement fixé au Ve siècle selon plusieurs historiens de l'art, mais cette représentation en est la plus ancienne conservée. Alors que la plupart des icônes existantes sont détruites aux VIIIe et IXe siècles pendant la période iconoclaste, cette icône demeure indemne.

## Représentation
Le Christ est représenté sur cette icône en « Pantocrator », c'est-à-dire « Tout-puissant ». C'est une représentation eschatologique de Jésus qui se révèle comme Dieu, dans la parousie, à la fin du monde.
Cette représentation est le fruit de deux traditions iconographiques bien distinctes : celle de l'art romain antique tel qu'il était pratiqué en Égypte, et celle de l'art byzantin émergeant. De l'art romain pratiqué en Égypte, notamment l'art des portraits funéraires, elle a hérité à la fois la technique à l'encaustique, et l'art du modelé, basé sur l'observation naturaliste. Elle est héritière aussi de la tradition byzantine, qui va largement diffuser ce type de représentation, très codifié, du Christ pantocrator, avec une répétition tendant à l'abstraction.
Le Christ est représenté de face, auréolé, donnant la bénédiction de la main droite, et portant sur le bras gauche un évangéliaire incrusté de pierres précieuses. Il est vêtu de l'himation antique au-dessus du chiton. Le haut de son trône est visible derrière lui.
Son visage présente plusieurs dissymétries. Les cheveux tombent d'un seul côté, sur l'épaule gauche, donnant l'impression qu'il est de trois-quarts face et non de face. Une dissymétrie plus forte est celle des deux côtés du visage : les yeux, les joues, les deux côtés de la bouche sont différents, avec la joue gauche plus ombrée. Cette dissymétrie semble voulue, en rapport direct avec la dissemblance des deux natures du Christ, sa nature humaine et sa nature divine, à l'époque des divergences théologiques avec les monophysites. Selon Hans Belting, ce Christ pantocrator exprime « la synthèse d’un portrait divin et d’un portrait humain idéal qui semble être celui d’un philosophe enseignant. Il évoque aussi d’une manière suggestive la double nature du Christ, si ardemment discutée dans les débats théologiques de l’époque ».